# Brian Friel
Brian Friel (ur. 9 stycznia 1929, Killyglogher, zm. 2 października 2015) – irlandzki dramaturg.

## Życiorys

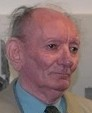
Brian Friel

Uczył się w gimnazjum St. Columb's College w Derry, St. Patrick's College w Maynooth, a następnie w seminarium nauczycielskim. Pracował jako nauczyciel w różnych szkołach w latach 1950-1960. Od 1960 r. zajmował się stale twórczością literacką. W 1980 r. współtworzył Field Day Theatre Company w Derry.  Był członkiem Amerykańskiej Akademii Sztuk i Literatury, Brytyjskiego Królewskiego Towarzystwa Literackiego, Irlandzkiej Akademii Literatury oraz stowarzyszenia artystów Aosdána.

## Twórczość

### Słuchowiska radiowe

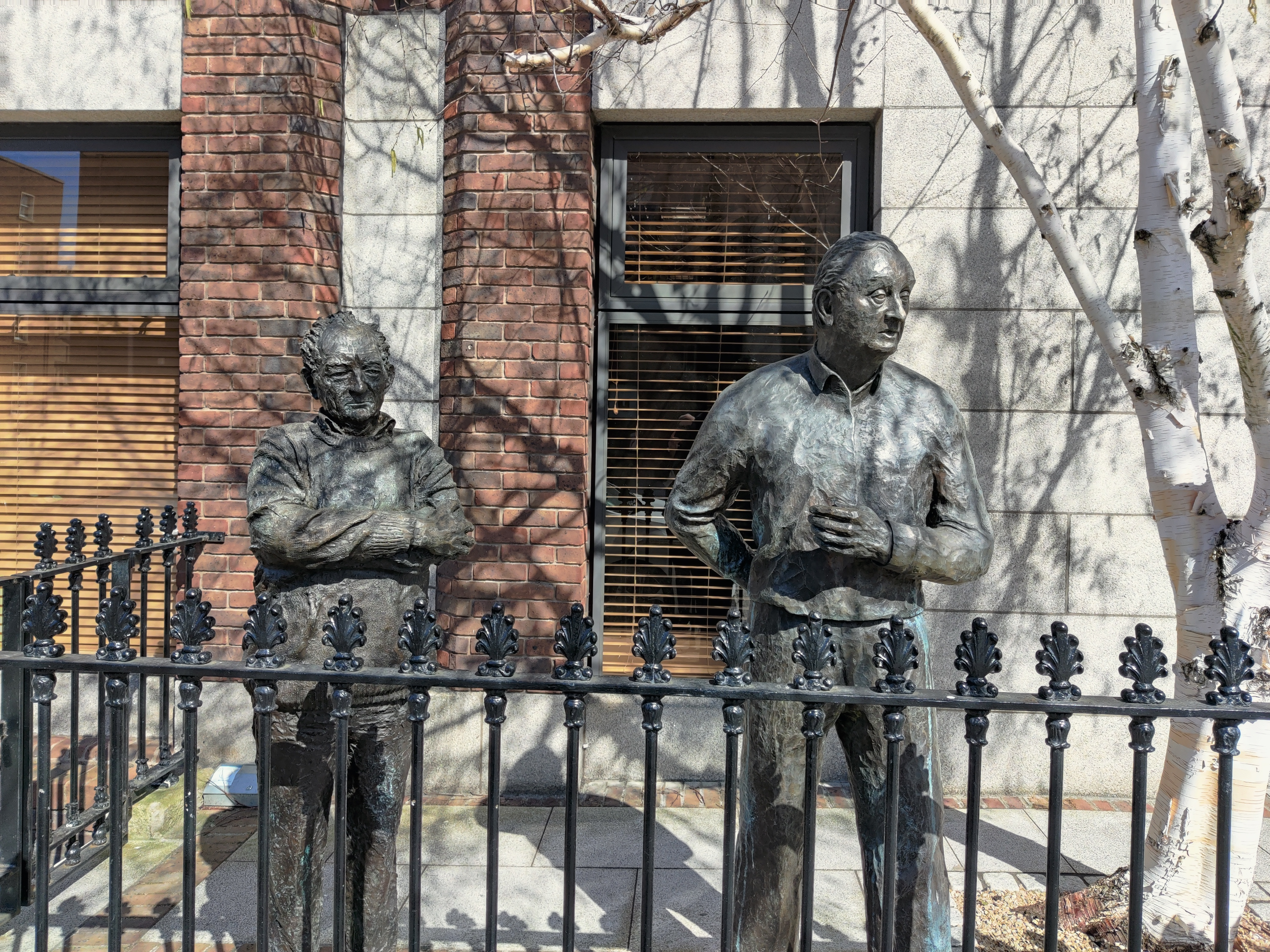
Pomnik Briana Friela (z lewej) i Johna B. Keane'a w Dublinie.

We wczesnym okresie twórczości pisał sztuki radiowe dla BBC w Belfaście. W 1989 Radio BBC wyemitowało cykl sześciu słuchowisk jego autorstwa pt. Brian Friel Season.

### Utwory dramatyczne
- This Doubtful Paradise (1959)
- The Enemy Within (1962)
- Philadelphia, Here I Come! (1964)
- The Loves of Cass McGuire (1966)
- Lovers (1967)
- Crystal and Fox (1968)
- The Freedom of the City (1973) (pol. Obywatelstwo honorowe)
- Volunteers (1975)
- Living Quarters (1977)
- Faith Healer (1979) (pol. Uzdrowiciel)
- Aristocrats (1979).
- Translations (1980) (pol. Przekłady)
- The Communication Cord (1982)
- Making History (1988)
- Dancing at Lughnasa (1990) (pol. Tańce w Ballybeg)
- Wonderful Tennessee (1993)
- Molly Sweeney (1995)
- Give Me Your Answer, Do! (1997)
- Afterplay (2002)
- Homeplace (2004)

Brian Friel był określany jako "Czechow Irlandii" (ang. Irish Chekhov) ze względu na udane adaptacje dramatów Antoniego Czechowa (m.in. Trzy siostry i Wujaszek Wania).

## Twórczość Briana Friela w Polsce
Utwory Briana Friela (Obywatelstwo honorowe, Przekłady i Tańce w Ballybeg) drukowano języku polskim w piśmie "Dialog". W polskich teatrach inscenizowano utwory: Obywatelstwo honorowe (przeł. Maria Skroczyńska), Przekłady (przeł. Angus McQueen i Urszula Tempska), Uzdrowiciel (przeł. Elżbieta Jasińska), Molly Sweeney (przeł. Małgorzata Semil), Afterplay (przeł. Anna Wołek) i Tańce w Ballybeg (przeł. Małgorzata Semil). W 2017 r. w Teatrze Polskiego Radia wyemitowano spektakl Afterplay (adaptacja i reżyseria Bogdan Michalik).